# Wherwell
Wherwell es una parroquia civil y un pueblo del distrito de Test Valley, en el condado de Hampshire (Inglaterra).

## Geografía
Según la Oficina Nacional de Estadística británica, Wherwell tiene una superficie de 14,69 km².

## Demografía
Según el censo de 2001, Wherwell tenía 465 habitantes (47,74% varones, 52,26% mujeres) y una densidad de población de 31,65 hab/km². El 16,34% eran menores de 16 años, el 73,33% tenían entre 16 y 74 y el 10,32% eran mayores de 74. La media de edad era de 43,48 años. Del total de habitantes con 16 o más años, el 19,79% estaban solteros, el 61,44% casados y el 18,77% divorciados o viudos.
El 90,77% de los habitantes eran originarios del Reino Unido. El resto de países europeos englobaban al 2,79% de la población, mientras que el 6,44% había nacido en cualquier otro lugar. Según su grupo étnico, el 96,82% eran blancos, el 1,27% mestizos, el 0,64% asiáticos, el 0,64% negros y el 0,64% chinos. El cristianismo era profesado por el 80,69% y el budismo por el 0,64%, mientras que el 12,02% no eran religiosos y el 6,65% no marcaron ninguna opción en el censo.
Había 213 hogares con residentes, de los cuales el 31,93% estaban habitados por una sola persona, el 3,76% por padres solteros, el 23,47% por parejas sin hijos, el 16,9% por parejas con hijos dependientes y el 8,92% con hijos independientes, el 8,45% por jubilados y el 6,57% por otro tipo de composición. Además, había 4 hogares sin ocupar y 3 eran alojamientos vacacionales o segundas residencias. 250 habitantes eran económicamente activos, 244 de ellos (97,6%) empleados y 6 (2,4%) desempleados.